# Lukas Klemenz
Lukas Klemenz (* 24. September 1995 in Neu-Ulm) ist ein polnischer Fußballspieler.

## Karriere
Klemenz der Sohn einer Polin und eines Afroamerikaners, begann seine Karriere bei Sparta Prudnik. Nach weiteren Stationen bei Fortuna Głogówek und Pomologia Prószków wurde Odra Opole auf den Spieler aufmerksam und verpflichtete den Mittelfeldakteur. Ende 2011 wurde Klemenz zu einem Probetraining bei Widzew Łódź eingeladen. Dort wollte er sich durchsetzen um seinem Traum, der Ekstraklasa, näher zu kommen. Jedoch wurde bei der ärztlichen Untersuchung festgestellt, dass Klemenz einen angeborenen Herzfehler hat. Klemenz musste sich einer Operation unterziehen, und konnte über ein halbes Jahr lang, weder trainieren noch Fußball spielen. Klemenz stand aber in der Saison 2012/2013 wieder im Kader von Odra Opole und kämpfte sich nach und nach zurück. Im April 2013 wurde Klemenz in die polnische U-18-Nationalmannschaft berufen und durfte bei zwei Testspielen gegen die Tschechische Auswahl mitwirken.
2013 wechselte er nach Frankreich zum FC Valenciennes und kam dort in der Zweitmannschaft zum Einsatz. Seit der Saison 2014/15 spielt er für den GKS Bełchatów, wurde jedoch zur Rückrunde der Saison 2014/15 vom polnischen Erstligisten Korona Kielce ausgeliehen und bestritt dabei zehn Partien in der Ekstraklasa.

## Erfolge
U-17 Europameisterschaft Bronzemedaille